# Virginia Apgar
Virginia Apgar (n. 7 iunie 1909, Westfield⁠(d), New Jersey, SUA – d. 7 august 1974, New York City, New York, SUA) a fost medic american, specialistă în anestezie și pediatrie.
A elaborat așa-numitul "index Apgar" pentru nou-născuți.